# Mari Hole
Mari Aase Hole est une joueuse de volley-ball norvégienne née le 3 août 1990 à Berne. Elle mesure 1,83 m et joue au poste de réceptionneuse-attaquante. 

## Clubs
| Club                  | De        | À         |
| --------------------- | --------- | --------- |
| IL Koll               | 2006-2007 | 2008-2009 |
| UC Los Angeles        | 2009-2010 | 2010-2011 |
| Ohio State University | 2011-2012 | 2012-2013 |
| Istres OPVB           | 2013-2014 | 2013-2014 |
| Béziers Volley        | 2014-2015 | 2014-2015 |
| VC Stuttgart          | jan 2016  | mai 2016  |
| Béziers Volley        | 2017-2018 | 2017-2018 |
| Koll Volleyball       | 2018-2019 | …         |

## Palmarès
- Championnat de Norvège
  - Vainqueur : 2007, 2008, 2009, 2020.
- Coupe d'Allemagne
  - Finaliste : 2016.
- Championnat d'Allemagne
  - Finaliste : 2016.